# عدد کوانتومی

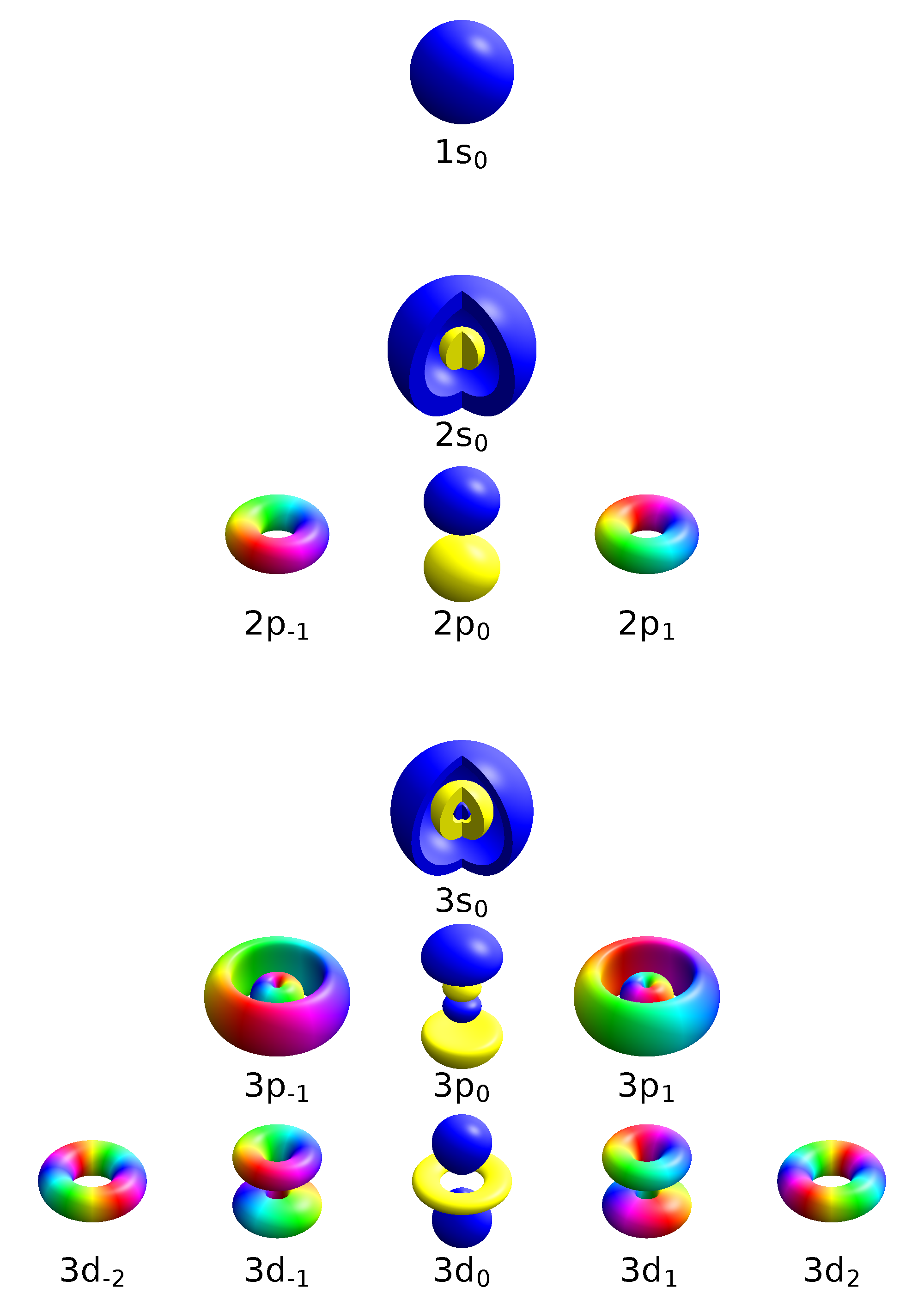
اوربیتال های تک الکترونی برای اتم های هیدروژن مانند با اعداد کوانتومی n = 1، 2، 3 (بلوک)، ℓ (ردیف) و m (ستون). اسپین s قابل مشاهده نیست، زیرا وابستگی مکانی ندارد.

عدد کوانتومی (به انگلیسی: Quantum number) الکترون‌های مداری یک اتم، یا اتم‌ها در یک مولکول، بر حسب نوع، چرخش، ارتعاش، اسپین، انرژی‌های مختلفی دارند. بر اساس نظریهٔ کوانتومی، مقدار انرژی چنین ذراتی کوانتیده‌ است، یعنی تنها می‌تواند مقادیر معین و مشخصی داشته باشد. هر یک از چنین مقادیری برای فرم معین از انرژی به صورت ضریبی از یک کوانتوم هستند که مشخص‌کنندهٔ فرم انرژی مورد بررسی است. این ضریب عدد کوانتومی نامیده می‌شود.

## مدل کوانتومی اتم
در سال ۱۹۲۶ اروین شرودینگر، فیزیکدان مشهور اتریشی، بر مبنای رفتار دوگانهٔ الکترون و با تأکید بر رفتار موجی آن، مدلی برای اتم پیشنهاد داد. وی در این مدل به جای محدود کردن الکترون به یک مدار دایره‌ای شکل، از حضور الکترون در فضای سه بعدی به نام اوربیتال سخن به میان آورد. او پس از انجام محاسبه‌های بسیار پیچیدهٔ ریاضی نتیجه گرفت همان گونه که برای مشخص کردن مکان یک جسم در فضا به سه عدد (طول، عرض و ارتفاع) نیاز است، برای مشخص کردن هر یک از اوربیتال‌های یک اتم نیز به چنین داده‌هایی نیاز داریم. شرودینگر به این منظور از چهار عدد ( n و l و m و s ) استفاده کرد که عددهای کوانتومی خوانده می‌شوند.
n که عدد کوانتومی اصلی گفته می‌شود، همان عددی‌ست که بور برای مشخص کردن ترازهای انرژی در مدل خود بکار برده بود. در مدل کوانتومی به جای ترازهای انرژی از واژهٔ لایه‌های الکترونی استفاده می‌شود و n تراز انرژی آن‌ها را معین می‌کند. n=۱ پایدارترین لایهٔ الکترونی را نشان می‌دهد و هرچه n بالاتر می‌رود، تراز انرژی لایهٔ الکترونی افزایش می‌یابد. پیرامون هستهٔ اتم حداکثر هفت لایهٔ الکترونی مشاهده شده‌است. مقادیر مجاز برای عدد کوانتومی اصلی n و عددهای صحیح مثبت از ۱ تا ۷ هستند.
مشاهده‌ها نشان داده است که الکترون‌های موجود در یک لایهٔ الکترونی، گروه‌های کوچکتری نیز تشکیل می‌دهند. به هر یک از این گروه‌ها زیرلایه می‌گویند. n تعداد زیرلایه‌های هر لایهٔ الکترونی را مشخص می‌کند. برای مثال در لایهٔ الکترونی n=۲ دو زیرلایه وجود دارد. زیرلایه‌ها را با عدد کوانتومی اوربیتالی l مشخص می‌کنند.                l می‌تواند عددهای صحیح ۰ تا n-۱ را در بر بگیرد. این مقادیر عددی را با حروف s (برای l=۰) یا p (برای l=۱) یا d (برای l=۲) یا f (برای l=۳) نشان می‌دهند. برای مثال در دومین لایهٔ الکترونی (n=۲) دو زیرلایهٔ s و p وجود دارند.
افزون براین l شکل و تعداد اوربیتال‌ها را هم مشخص می‌کند. شکل اوربیتال‌های موجود در زیرلایهٔ s و p به ترتیب کروی و دمبلی است.سومین عدد کوانتومی که عدد کوانتومی مغناطیسی m گفته می‌شود، جهت‌گیری اوربیتال‌ها در فضا را مشخص می‌کند. m همهٔ عددهای صحیح بین l- تا l+ را در بر می‌گیرد. برای مثال اگر l=۱ باشد، برای m مقادیر ۱-، ۰ و ۱+ بدست می‌آید. در هر زیرلایه به تعداد۴l+۲ اوربیتال وجود دارد.
چهارمین عدد کوانتومی ، عدد کوانتومی اسپین است که با s نشان داده می شود.